# Colonne à plateaux

Symbole P&ID pour une colonne à plateaux générique.

Une colonne à plateaux est une colonne utilisée pour des opérations unitaires dans lesquelles il est nécessaire de mettre en contact une phase liquide et une phase gazeuse.
Elle est généralement utilisée pour les opérations de distillation, d'extraction liquide-liquide ou d'absorption gaz-liquide.

## Fonctionnement
La phase liquide s'écoule vers le bas à travers la colonne par gravité, tandis que la phase gazeuse s'écoule vers le haut. Ces deux phases entrent en contact au niveau de perforations, de soupapes ou de calottes présents sur les plateaux. Le gaz se déplace vers le plateau supérieur à travers ces dispositifs, tandis que le liquide se déplace vers le plateau inférieur à travers un déversoir. 
Le liquide est recueilli au fond de la colonne et subit une évaporation grâce à un rebouilleur, tandis que le gaz est recueilli vers le haut et subit une condensation grâce à un condenseur. Le liquide et le gaz produits en haut et en bas sont en général recirculés.
Les colonnes à plateaux sont capables de travailler avec des débits élevés et ne présentent pas de grandes difficultés à distiller des liquides riches en sédiments ou à forte viscosité.

## Exemples

Schéma d'une colonne de distillation à plateaux à calottes.

Les dispositifs de contact entre les deux courants sont donc généralement de trois types : des plateaux à calottes, des plateaux à soupapes et des plateaux perforés.

### Plateaux à calottes

Symbole P&ID pour une colonne à plateaux à calottes.

Les plateaux à calottes sont largement utilisés. Les calottes remontent à la seconde moitié du XIXe siècle et ont été étudiées sous beaucoup de leurs aspects. La calotte est constituée d'un tube au-dessus duquel se trouve une coupelle perforée. Le liquide tombe du déversoir du plateau supérieur et arrive à la hauteur du tube de la calotte. Les vapeurs ascendantes passent à travers les trous dans la calotte et sont forcées de faire des bulles dans le liquide, se condensant en partie, en fonction de la température à laquelle le plateau est situé. Les calottes ont une grande flexibilité opérationnelle, mais elles ne présentent pas d'efficacité élevée, en particulier si la volatilité relative entre les composants du mélange n'est pas très différente.

### Plateaux à soupapes

Symbole P&ID pour une colonne à plateaux à soupapes.

Les plateaux de soupape peuvent être considérés comme une simplification des plateaux à calottes. Dans ce cas, une soupape est logée dans chaque trou, qui ne s'ouvre que par une pression de vapeur croissante. Les plateaux à soupapes sont plus simples et donc moins coûteux, mais présentent une plus grande difficulté dans le dimensionnement entre la zone ascendante et la zone descendante. En outre, la vapeur pour les basses pressions est susceptible d'être contournée, en raison de la non-montée de la soupape dans le cas d'un suintement important de liquide.

### Plateaux perforés
Un type de plateaux encore plus simple est le plateau perforé, constitué simplement de perforations. La descente du liquide peut se faire à contre-courant de la vapeur à travers les trous. Par contre, le plateau perforé présente le problème de la dérivation de vapeur, surtout s'il n'est pas dimensionné de manière adéquate.

## Nombre de plateaux
Le nombre de plateaux idéaux d'une colonne de rectification est déterminé avec une bonne approximation en utilisant le diagramme de McCabe-Thiele, ce qui suppose que les flux de vapeurs et de liquide dans la colonne sont constants dans une partie. Le nombre de plateaux réels dépend de l'efficacité des plateaux, qui est estimé à travers la relation Murphree. Le nombre de plateaux idéaux est toujours inférieur au nombre de plateaux réels.